# Ciucani (okręg Harghita)
Ciucani (węg. Csíkcsekefalva) – wieś w Rumunii, w okręgu Harghita, w gminie Sânmartin. W 2011 roku liczyła 1148 mieszkańców.